# Eñaut Zubikarai
Eñaut Zubikarai Goñi (né le 26 février 1984 à Ondarroa en Biscaye), est un footballeur espagnol qui évolue au poste de gardien de but à Auckland City.

## Biographie
Zubikarai joue un match en Ligue des champions avec le club de la Real Sociedad en décembre 2013.

## Palmarès
- Champion d'Espagne de D2 en 2010 avec la Real Sociedad
- Ligue des champions de l'OFC en 2017

## Statistiques
| Saison                | Club                  | Championnat           | Championnat | Championnat | Coupe(s) nationale(s) | Coupe(s) nationale(s) | Compétition(s) continentale(s) | Compétition(s) continentale(s) | Compétition(s) continentale(s) | Total | Total |
| Saison                | Club                  | Division              | M.          | B.          | M.                    | B.                    | Comp.                          | M.                             | B.                             | M.    | B.    |
| 2003–2004             | Real Sociedad B       | Segunda Division B    | 13          | 0           | -                     | -                     | -                              | -                              | -                              | 13    | 0     |
| 2004–2005             | Real Sociedad B       | Segunda Division B    | 28          | 0           | -                     | -                     | -                              | -                              | -                              | 28    | 0     |
| Sous-total            | Sous-total            | Sous-total            | 41          | 0           | -                     | -                     | -                              | -                              | -                              | 41    | 0     |
| 2005–2006             | SD Eibar              | Segunda B             | 1           | 0           | -                     | -                     | -                              | -                              | -                              | 1     | 0     |
| Sous-total            | Sous-total            | Sous-total            | 1           | 0           | -                     | -                     | -                              | -                              | -                              | 1     | 0     |
| 2006–2007             | Real Sociedad B       | Segunda Division B    | 7           | 0           | -                     | -                     | -                              | -                              | -                              | 7     | 0     |
| 2007–2008             | Real Sociedad B       | Segunda Division B    | 23          | 0           | -                     | -                     | -                              | -                              | -                              | 23    | 0     |
| Sous-total            | Sous-total            | Sous-total            | 30          | 0           | -                     | -                     | -                              | -                              | -                              | 30    | 0     |
| 2008–2009             | Real Sociedad         | Segunda Division      | 9           | 0           | 2                     | 0                     | -                              | -                              | -                              | 11    | 0     |
| 2009–2010             | Real Sociedad         | Segunda Division      | 12          | 0           | -                     | -                     | -                              | -                              | -                              | 12    | 0     |
| 2010–2011             | Real Sociedad         | Liga BBVA             | 0           | 0           | 2                     | 0                     | -                              | -                              | -                              | 2     | 0     |
| 2011–2012             | Real Sociedad         | Liga BBVA             | 1           | 0           | 4                     | 0                     | -                              | -                              | -                              | 5     | 0     |
| 2012–2013             | Real Sociedad         | Liga BBVA             | 7           | 0           | 2                     | 0                     | -                              | -                              | -                              | 9     | 0     |
| 2013–2014             | Real Sociedad         | Liga BBVA             | 1           | 0           | 8                     | 0                     | C1                             | 1                              | 0                              | 10    | 0     |
| 2014–2015             | Real Sociedad         | Liga BBVA             | 13          | 0           | -                     | -                     | C3                             | 4                              | 0                              | 17    | 0     |
| Sous-total            | Sous-total            | Sous-total            | 76          | 0           | 18                    | -                     | -                              | 5                              | 0                              | 99    | 0     |
| Total sur la carrière | Total sur la carrière | Total sur la carrière | 125         | 0           | 18                    | 0                     | -                              | 5                              | 0                              | 148   | 0     |